# Dip Range
Die Dip Range ist ein kleines Gebirge im Nordwesten des australischen Bundesstaates Tasmanien. Die Gebirgskette ist ein Teil der Great Dividing Range und befindet sich ca. 25 km südwestlich von Wynyard und verläuft von Nordosten nach Südwesten.

## Berge
Höchste Erhebung ist der zentral gelegene Detention Peak mit 542 m Höhe. Weiter südwestlich liegt der 519 m hohe Mount Dipwood.

## Flüsse
An der Südostflanke der Dip Range entspringt der Hebe River, an der Nordwestflanke der Dip River und der Black River.